# Laura Geraldine Lennox
Pour les articles homonymes, voir Lennox.
Laura Geraldine Lennox (27 avril 1883 - 1958) est une suffragette irlandaise et volontaire de guerre à Paris.

## Biographie
Laura Geraldine Lennox est née à Durrus, West Cork le 27 avril 1883 d'Edward et Adelaide Lennox. Elle passe un certain temps à vivre dans la ville de Cork où elle va à l'école, avant de se rendre à Londres où elle devient bien connue comme suffragette. Elle fait partie des 500 000 femmes qui ont défilé à Hyde Park, à Londres, le dimanche 21 juin 1908 pour protester pour leur droit de vote. Lennox est responsable de l'organisation des femmes irlandaises impliquées. En 1910, Lennox travaille pour le journal Votes for Women et elle est impliquée dans la Women's Social and Political Union (WSPU). Lorsque Christabel Pankhurst écrit pour le nouveau journal intitulé The Suffragette en 1912, Lennox est la rédactrice en chef. Lennox est arrêtée en avril 1913 lors d'une descente dans les bureaux de la WSPU. Elle est condamnée à 6 mois à la prison de Bristol où elle devient l'une des femmes qui entament une grève de la faim. Pendant ce temps, la politique est de libérer les femmes lorsqu'elles tombent gravement malades et une fois qu'elles ont récupéré,de les arrêter de nouveau. Lennox est ainsi libérée, puis juste une semaine plus tard, elle est de nouveau arrêtée, puis relâchée quatre jours plus tard. À une telle occasion, Lennox repère la police qui l'attendait et avec de l'aide, elle s'échappe à Cork,,,.
Lennos reçoit la broche Holloway et la Hunger Strike Medal pour ses activités. À Cork, elle fonde une WSPU locale. Cependant, la Première Guerre mondiale interrompt les activités de suffragette. Lennox se rend en France pour aider ses amis les Harbens qui ont transformé leur hôtel à Paris en hôpital. Son frère sert pendant la guerre et Lennox agit comme infirmière et administratrice à l'hôtel Majestic. Sa santé est gravement affectée pendant son séjour là-bas et son frère décède pendant la guerre. Lennox reçoit la 1914 Star. Après la guerre, Lennox retourne à Londres où elle crée une agence de dactylographie pour employer des femmes veuves de la guerre. Elle aide également à fonder le Women's Pioneer Housing (en). Lennox décède en 1958,,,,.